# Самосели
Самосели (укр. самосели; рус. самосёлы; блр. самасёлы) је назив за људе који су се вратили да живе на подручје Чернобиљске зоне искључења упркос противљењу украјинских власти, као и за људе у Белорусији који живе у најконтаминиранијим областима. Већина њих се вратила недуго након чернобиљске катастрофе. Процењује се да се укупно вратило око 1.000 углавном старијих људи, а данас их има око 200.
Скоро сви самосели живе изван најзагађеније зоне од 10 километара око нуклеарне електране. Изузетак је био један брачни пар који је живео у селу Новопешеличи близу Припјата између 1987. и 2013, када су се преселили у Чернобиљ. 
Статус самосела је полулегалан. С једне стране, боравак у зони искључења је забрањен, осим за раднике који раде на пословима декомисије нуклеарне електране. С друге стране, украјинске власти активно помажу овим људима, обезбеђују им струју, превоз, телекомуникације, и организују сахране. Већина преосталих становника су жене у седмој или осмој деценији живота. Самосели се баве пољопривредом, а преживљавају од пензија и од онога што сами узгоје.